# 집성당
집성당은 대한민국 충청남도 보령시 웅천읍 대천리에 있는 1898년 윤석봉 선생이 주도하고 신섭 조진학 등 유림들이 발의하여 세운 사우이다. 1991년 12월 10일 보령시의 향토문화유산 제2호로 지정되었다.

## 개요
1898년 윤석봉 선생이 주도하고 신섭 조진학 등 유림들이 발의하여 세운 사우이다. 주자와 송시열의 영정을 봉안하고 향사하면서 보령과 주변 지역에 화서학파의 학맥을 전하고 그 중심 역할을 하였다. 그리고 조선말기 일제시대를 거치면서 유교문풍을 진작하는 장소와 항일 유림들의 강학장고가 되었던 곳이다. 처음에는 주변에 강학 공간인 건물도 있었지만, 현재는 영졍 대신 위패를 모신 제향 건물만 남아있고, 매년 유림들이 춘추로 제사를 지내고 있다.